# ドーリア人

青：ドーリア人

ドーリア人（ドーリアじん、ギリシャ語: Δωριείς, Dōrieîs, 英語: Dorians）、またはドーリス人、ドリス人は、アイオリス人、イオニア人と並ぶ古代ギリシアを構成した集団のひとつ。紀元前1100年頃ギリシャに侵入し、主にペロポネソス半島に定住した。ギリシア語のドーリス方言を話し、代表的な都市はスパルタである。

## 歴史
ギリシア神話によると、その名は、彼らの祖ヘレーンの息子ドーロスが移住した、小アジアのドーリス地方を故郷と考えていたことに由来する。
ドーリア人は鉄の武器で先住民を征服しながらペロポネソス半島やクレタ島などに侵入し、スパルタをはじめとするポリスを形成した。

## 文化
古代ギリシア語にはドーリス方言があり、建築様式にはドーリア式がある。ドーリア式はそのシンプルで力強い様式が特徴。